# Subdivisões do Equador

Mapa do Equador com suas 22 províncias.

O Equador se divide geograficamente em 4 regiões: Sierra, Costa, Amazônica e Insular.
Política e administrativamente o Equador se divide em 22 províncias, que, por sua vez, estão subdivididas em 219 cantões.
Os cantões estão divididos em paróquias, que são classificadas em paróquias urbanas e paróquias rurais.
Abaixo relação das províncias dentro de suas respectivas regiões geográficas:
| Província               | População (censo 2001) | Área em km² | Densid. hab./km² | Capital                      | Cantões | Paróquias Urbanas | Paróquias Rurais |
| ----------------------- | ---------------------- | ----------- | ---------------- | ---------------------------- | ------- | ----------------- | ---------------- |
| Região Sierra           | 5.460.738              | 63.515,9    | 85,97            |                              |         |                   |                  |
| Azuay                   | 599.546                | 7.994,7     | 74,99            | Cuenca                       | 15      | 44                | 71               |
| Bolívar                 | 169.370                | 3.926,0     | 43,14            | Guaranda                     | 7       | 10                | 22               |
| Cañar                   | 206.981                | 3.141,6     | 65,88            | Azogues                      | 7       | 10                | 30               |
| Carchi                  | 152.939                | 3.749,7     | 40,79            | Tulcán                       | 6       | 9                 | 28               |
| Cotopaxi                | 349.540                | 5.984,5     | 58,41            | Latacunga                    | 7       | 14                | 38               |
| Chimborazo              | 403.632                | 6.470,4     | 62,38            | Riobamba                     | 10      | 19                | 46               |
| Imbabura                | 344.044                | 4.614,6     | 74,56            | Ibarra                       | 6       | 17                | 36               |
| Loja                    | 404.835                | 10.994,9    | 36,82            | Loja                         | 16      | 29                | 78               |
| Pichincha               | 2.388.817              | 13.270,1    | 180,01           | Quito                        | 9       | 48                | 62               |
| Tungurahua              | 441.034                | 3.369,4     | 130,89           | Ambato                       | 9       | 26                | 44               |
| Região Costa            | 6.056.223              | 68.323,7    | 88,64            |                              |         |                   |                  |
| El Oro                  | 525.763                | 5.817,4     | 90,38            | Machala                      | 14      | 32                | 55               |
| Esmeraldas              | 385.223                | 15.895,7    | 24,23            | Esmeraldas                   | 7       | 16                | 66               |
| Guayas                  | 3.309.034              | 20.566,0    | 160,90           | Guayaquil                    | 28      | 56                | 46               |
| Los Ríos                | 650.178                | 7.150,9     | 90,92            | Babahoyo                     | 12      | 35                | 15               |
| Manabí                  | 1.186.025              | 18.893,7    | 62,77            | Portoviejo                   | 22      | 49                | 58               |
| Santa Elena (província) | 39.681                 | 3763        | 83,65            | Santa Elena (Equador)        | 3       | 5                 | 0                |
| Região Amazônica        | 548.419                | 115.744,9   | 4,74             |                              |         |                   |                  |
| Morona-Santiago         | 115.412                | 23.796,8    | 4,85             | Macas                        | 12      | 16                | 46               |
| Napo                    | 79.139                 | 12.483,4    | 6,34             | Tena                         | 5       | 5                 | 23               |
| Pastaza                 | 61.779                 | 29.325,0    | 2,11             | Puyo                         | 4       | 4                 | 19               |
| Zamora-Chinchipe        | 76.601                 | 10.456,3    | 7,33             | Zamora                       | 9       | 12                | 27               |
| Sucumbíos               | 128.995                | 18.008,3    | 7,16             | Nueva Loja                   | 7       | 7                 | 31               |
| Orellana                | 86.493                 | 21.675,1    | 3,99             | Puerto Francisco de Orellana | 4       | 4                 | 16               |
| Região Insular          | 18.640                 | 8.010,0     | 2,33             |                              |         |                   |                  |
| Galápagos               | 18.640                 | 8.010,0     | 2,33             | Puerto Baquerizo Moreno      | 3       | 3                 | 5                |
| Zonas não delimitadas   | 72.588                 | 775,2       | 93,64            |                              |         |                   |                  |
| Total do Equador        | 12.156.608             | 256.369,7   | 47,42            | Quito                        | 219     | 465               | 834              |